# Reneilwe Letsholonyane
Reneilwe Letsholonyane (White City, Soweto, Sudáfrica, 9 de junio de 1982) es un exfutbolista sudafricano. Jugaba de centrocampista y su último equipo fue el TS Galaxy FC de la Premier Soccer League de Sudáfrica. Además, fue internacional con la selección de fútbol de Sudáfrica.

## Trayectoria
Apodado "Yeye", Letsholonyane jugó en las divisiones bajas de Sudáfrica antes de ser contratado por el Jomo Cosmos en el año 2006. Dos años después, firmó por el Kaizer Chiefs donde ha sido parte integral de la alineación titular pese a sus constantes batallas con las lesiones.

## Selección nacional
Debutó con la Selección de fútbol de Sudáfrica en el 2008. El 31 de mayo de 2010 logró anotar su primer gol con la selección en un amistoso ante Guatemala. El 1 de junio fue incluido en la lista final para disputar la Copa Mundial de Fútbol de 2010.
Hasta el 5 de junio de 2011 lleva disputados 20 partidos y ha anotado un gol en el combinado nacional.

### Participaciones en Copas del Mundo
| Mundial                        | Sede      | Resultado    | Partidos | Goles |
| ------------------------------ | --------- | ------------ | -------- | ----- |
| Copa Mundial de Fútbol de 2010 | Sudáfrica | Primera fase | 2        | 0     |

### Goles internacionales
| # | Fecha      | Lugar                           | Rival     | Gol | Resultado | Competición |
| - | ---------- | ------------------------------- | --------- | --- | --------- | ----------- |
| 1 | 31-05-2010 | Estadio Peter Mokaba, Sudáfrica | Guatemala | 2-0 | 5-0       | Amistoso    |

## Clubes
| Club              | País      | Año         |
| ----------------- | --------- | ----------- |
| Hellenic FC       | Sudáfrica | 2002 - 2003 |
| Dangerous Darkies | Sudáfrica | 2003 - 2004 |
| PJ Stars          | Sudáfrica | 2004 - 2006 |
| Jomo Cosmos       | Sudáfrica | 2006 - 2008 |
| Kaizer Chiefs     | Sudáfrica | 2008 - 2016 |
| SuperSport United | Sudáfrica | 2016 - 2019 |
| Highlands Park FC | Sudáfrica | 2019 - 2020 |
| TS Galaxy FC      | Sudáfrica | 2020 - 2021 |

## Palmarés

### Campeonatos nacionales
| Título                | Club              | País      | Año  |
| --------------------- | ----------------- | --------- | ---- |
| MTN 8                 | Kaizer Chiefs     | Sudáfrica | 2008 |
| Telkom Knockout       | Kaizer Chiefs     | Sudáfrica | 2010 |
| Telkom Charity Cup    | Kaizer Chiefs     | Sudáfrica | 2010 |
| Telkom Knockout       | Kaizer Chiefs     | Sudáfrica | 2011 |
| Premier Soccer League | Kaizer Chiefs     | Sudáfrica | 2012 |
| Premier Soccer League | Kaizer Chiefs     | Sudáfrica | 2014 |
| MTN 8                 | Kaizer Chiefs     | Sudáfrica | 2014 |
| Copa de Sudáfrica     | SuperSport United | Sudáfrica | 2016 |

### Copas internacionales
| Título            | Club          | País      | Año  |
| ----------------- | ------------- | --------- | ---- |
| Vodacom Challenge | Kaizer Chiefs | Sudáfrica | 2009 |